# Schronisko PTTK „Perła Zachodu”
Schronisko PTTK „Perła Zachodu” (do 1945 Turmsteinbaude) – górskie schronisko turystyczne Polskiego Towarzystwa Turystyczno-Krajoznawczego, występujące obecnie jako gościniec, położone na Pogórzu Izerskim, na terenie wsi Siedlęcin nad Jeziorem Modrym.

## Historia
Budynek powstał w 1927 jako gospoda Turmsteinbaude. Działalność schroniska po II wojnie światowej zainaugurowano 8 kwietnia 1950. Obiekt należący do Polskiego Towarzystwa Turystyczno-Krajoznawczego początkowo był bardzo popularny, później praktycznie nieodwiedzany z powodu zanieczyszczenia rzeki Bóbr, której skażone wody doprowadziły do nazwania przez okolicznych mieszkańców i turystów schroniska „Perłą Smrodu”.
Obecnie wraz ze znaczną poprawą sytuacji ekologicznej obiekt zdobywa popularność. Związane jest to również z wyremontowaniem i rozbudową sieci szlaków rowerowych w Dolinie Bobru. Od strony Jeleniej Góry do schroniska prowadzi niebieski szlak rowerowy, wzdłuż rzeki Bóbr. Wiedzie on dalej do Siedlęcina i w kierunku Bolesławca. Od strony Siedlęcina możliwy jest dojazd do schroniska samochodem.
Obiekt dysponuje bazą noclegową dla 26 osób, restauracją, świetlicą oraz bezpłatnym parkingiem. Czynny jest cały rok. Organizowane są w nim również imprezy okolicznościowe.

## Piesze szlaki turystyczne
- Szlak Zamków Piastowskich  na odcinku: Radomice - Pokrzywnik - Wrzeszczyn zapora - Siedlęcin - Schronisko PTTK „Perła Zachodu” - Jelenia Góra
- Wrzeszczyn zapora - Siedlęcin - Schronisko PTTK „Perła Zachodu” - Jelenia Góra
- Schronisko PTTK „Perła Zachodu” - Siedlęcin - Płoszczynka - Jeżów Sudecki - Płoszczyna

## Galeria

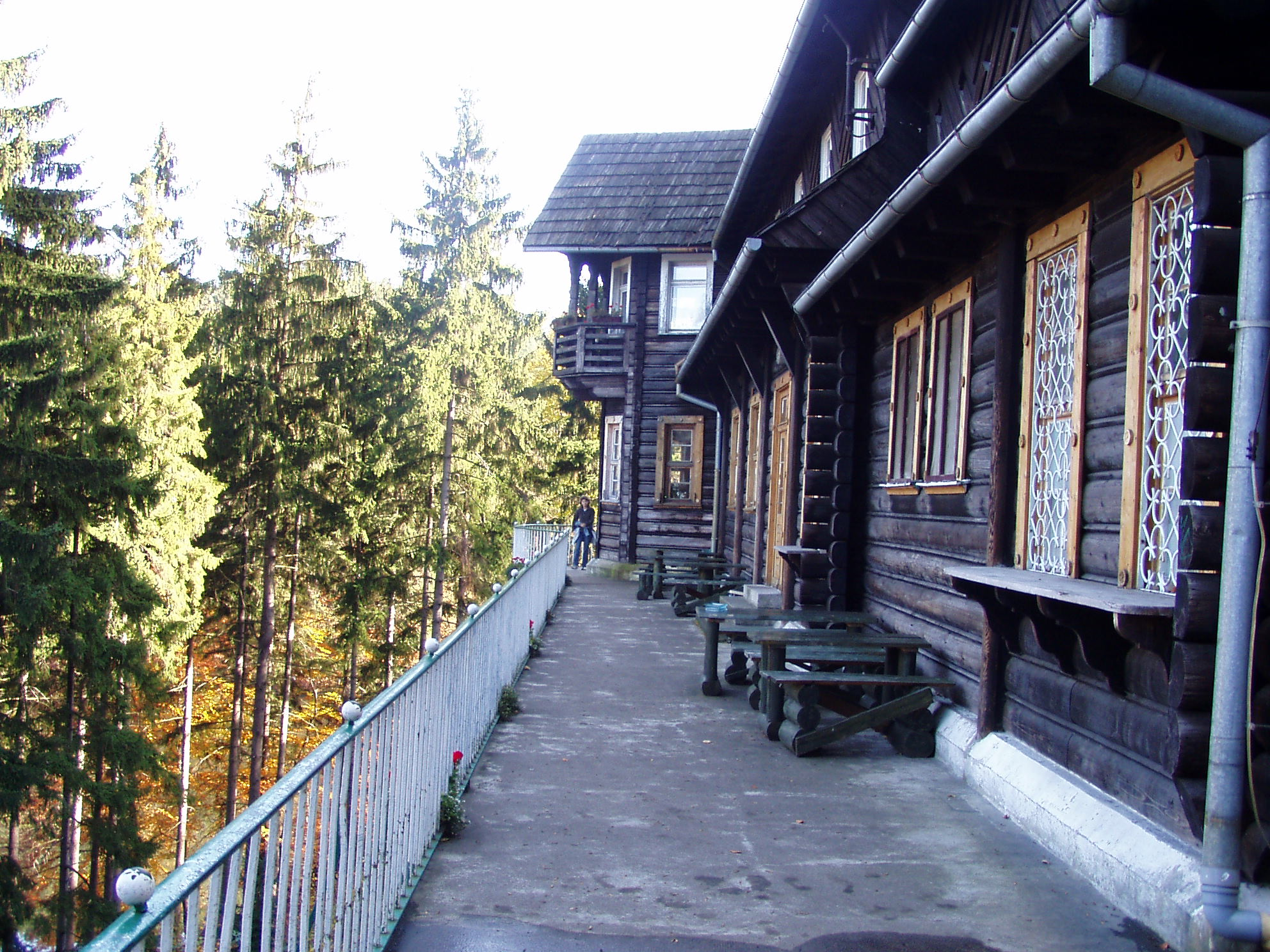
Perła Zachodu – jesień 2005
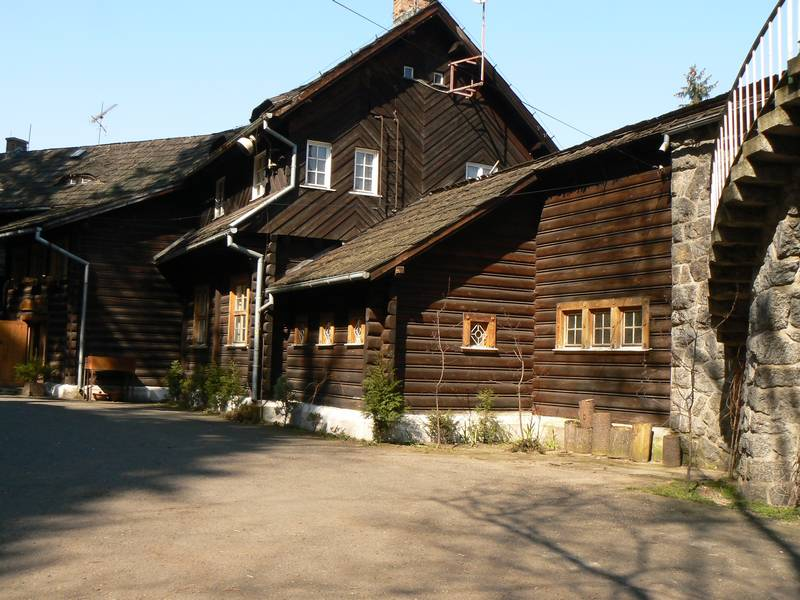
Perła Zachodu - kwiecień 2007
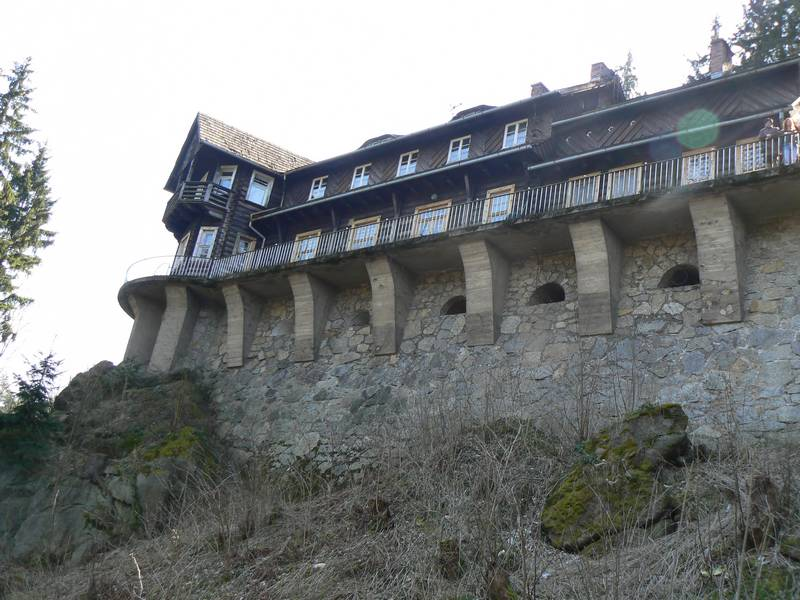
Perła Zachodu - kwiecień 2007